# Чернавка (приток реки Ильд)
Чернавка — река в России, протекает в заболоченной местности в Некоузском районе Ярославской области; левый приток реки Ильд.
Берёт начало в заболоченной местности в урочище Неклюдовский Мох.
Сельские населённые пункты у реки: Максимовка, Порохово, Нестеровка, Некоуз, Коплино, Овсяниково, Калистово; напротив устья находятся Сусловка и Холопово.